# Eostegana bulla
Eostegana bulla är en tvåvingeart som beskrevs av Bock 1989. Eostegana bulla ingår i släktet Eostegana och familjen daggflugor. Inga underarter finns listade i Catalogue of Life.